# Vittorio Pastelli
Vittorio Pastelli (San Marino, 01-nov-1893 - Itatiba, Brasil, 07-fev-1992) foi um tradutor, professor de história e latim emigrado para o Brasil em 1949.

## Formação
Graduado em história e em letras clássicas (latim) pela Universidade de Bolonha, em 1918, prosseguiu seus estudos com os arqueólogos Giuseppe Gatteschi e Orazio Marucchi, trabalhando especialmente em escavações no Fórum Romano. Depois da publicação de Restauri della Roma Imperiale, da autoria de Gatteschi, em 1924, Pastelli afastou-se do grupo de pesquisadores por acreditar que a arqueologia estava a ser cada vez mais usada para a promoção de ideias fascistas pelo governo e pelas alas mais conservadoras do Vaticano.
Retornando a sua San Marino natal, passou a lecionar história e latim na Escola Secundária Superior da República de San Marino, onde permaneceu de 1925 a 1937. Em 1926, casou-se com Serena Pastelli, née Grandi. O casal não teve filhos. Ligado ao Partido Comunista Italiano, desligou-se da escola para ensinar em comunidades pobres da região, tendo posteriormente atuado na proteção a resistentes durante a Segunda Guerra Mundial. Nessa época, já não pertencia aos quadros do partido, tendo, em 1930 sido acusado, com outros, de "trotskismo".

## Imigração
Em 1948, desiludido com a guerra, com a direção estalinista do partido e abalado pela morte da esposa, migrou para o Brasil, estabelecendo-se em Itatiba. Apesar de o Estado de São Paulo ter recebido uma grande onda de imigração italiana, em Itatiba eram poucos os naturais ou descendentes de italianos. Seu primeiro ano na cidade foi financiado com um emprego de caseiro na Fazenda Ferraz Costa (atualmente Solar Ferraz Costa e sede da Secretaria de Cultura e Turismo de Itatiba). O emprego dava pouco ganho, mas lhe permitia tempo livre suficiente para aprender português e poder o quanto antes retomar suas atividades como professor.

## Retomada das atividades didáticas
Em outubro de 1950, prestou concurso para professor de latim no Grupo Escolar 'Coronel Júlio César', onde permaneceu até 1956. A partir de então, passou a dar tutoria a alunos em seu escritório e a aplicar métodos de latim para preparar os alunos para leitura a primeira vista, algo extensamente praticado, especialmente nos EUA, mas ainda inédito no Brasil, onde predominava o ensino via declamações e tabelas de gramática. Os textos que produziu para seus alunos estão sendo aos poucos editados, atualizados e publicados na rede por ex-alunos e por seu sobrinho-neto Vítor Pastelli.

## Morte
Vittorio Pastelli morreu de causas naturais em sua casa, tendo dado aulas até 1988. O corpo, a seu pedido, foi trasladado para o jazigo da família, no Cemitério Di Fiorentino, em San Marino.